# Rue de Bizerte
La rue de Bizerte est une voie située dans le quartier des Batignolles du 17e arrondissement de Paris.

## Situation et accès
La rue de Bizerte est desservie par les lignes 2 et 13 à la station Place de Clichy.

## Origine du nom
Elle porte le nom de Bizerte, ville de Tunisie. 

## Historique
Ancien passage Saint-Louis de la commune des Batignolles, elle est classée dans la voirie de Paris en 1863 sous le nom de « passage Nollet » par arrêté du 1er février 1877 et prend en 1908 le nom de « rue de Bizerte » donné par ses habitants.

## Bâtiments remarquables et lieux de mémoire
- Le philosophe Gilles Deleuze a vécu la plus grande partie de sa vie au no 1 bis dans cette rue[2].